# Grêmio Esportivo Bagé
El Grêmio Esportivo Bagé, o simplemente Bagé es un club de fútbol brasileño, de la ciudad de Bagé en el estado de Rio Grande do Sul. Fue fundado el 5 de agosto de 1920 y juega en la Segunda División del Campeonato Gaúcho.
Su conquista más grande fue en 1925, ganando el campeonato de la primera división de Río Grande do Sul, después de haber triunfado en Porto Alegre, contra Grêmio  Porto-Alegrense, de la misma ciudad.

## Historia
El Grêmio Esportivo Bagé fue fundado el 5 de agosto de 1920. El club resulta de la unión de otros dos equipos locales, 14 de Julho y Rio Branco.
Respecto a los colores, hereda de Río Branco el amarillo y del 14 de Julho el negro, volviéndose el oro-negro tradicional.

### Los fundadores
•Dr. Átila Vinhas
•Dr. Carlos Brasil
•Florêncio Py Lima
•José María Parera
•Leonardo Teixeira
•Leonidio Malafaia
•Nélson Osório Ripalda
•Paulino Brandi
•Dr. Sílvio Vinhas
•Dr. Valandro
•Virato Azambuja

### Primera Directiva del club
- Presidente: Jose Parera y Valla
- Director-general: Alípio Pereira Costa
- Tesorero: Sargento Osório
- Secretario:Austeclino Guaspe
- Capitán General: Rafael Médice

## Palmarés
- Campeón de la Primera División de Río Grande del Sur: 1925.
- Campeón de la Copa Gobernador del Estado, 1974.
- Campeón de la Segunda División del Río Grande del Sur en 1964, 1982 y 1985.
- Subampeón del Estado y campeón del interior, en 1927.
- Subampeón del Estado y Bicampeón del Interior, in 1928.
- Subampeón del Estado y campeón del Interior, in 1940.
- Subampeón del Estado y campeón del Interior, in 1944.
- Subampeón del Estado y campeón del Interior, in1957.
- Campeón del Centenário, en 1957.
- Campeón urbano en 1922, 1924, 1925, 1927, 1928, 1931, 1932, 1933, 1936, 1939, 1940, 1942, 1944, 1949, 1951, 1952, 1953, 1954, 1955, 1957, 1971, 1975 y 1976.

En 1977 el torneo urbano dejó de existir.

## Particiapación en la Primera División del Estado
| Año  | Posición | Año  | Posición | Año  | Posición | Año  | Posición |  |
| ---- | -------- | ---- | -------- | ---- | -------- | ---- | -------- |  |
| 1922 | 4º       | 1940 | 2º       | 1971 | 9º       | 1979 | 15º      |  |
| 1925 | 1º       | 1942 | 4º       | 1973 | 8º       | 1980 | 14º      |  |
| 1926 | *        | 1944 | 2º       | 1975 | 8º       | 1983 | 11º      |  |
| 1927 | 2º       | 1949 | 5º       | 1976 | 12º      | 1984 | 14º      |  |
| 1928 | 2º       | 1953 | 5º       | 1977 | 9º       | 1986 | 14º      |  |
| 1929 | *        | 1957 | 2º       | 1978 | 10.º     | 1994 | 20º      |  |

- Actualmente Bagé participa en la Segunda División del Río Grande do Sul (desde 1995).

## Estadio
- Nombre: Pedra Moura
- Capacidad: 10 000
- Medidas de la cancha: 104m x 72m

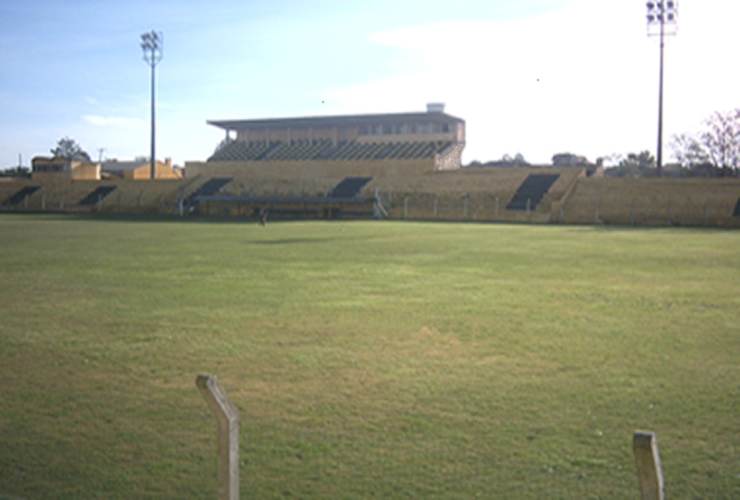
Estadio Pedra Moura, propiedad de Bagé.

Se inauguró a principio de los años veinte.

## La mascota
Es la abeja. Elegida por los colores, pero también por el trabajo en grupo y los ataques feroces.

## El rival
El gran rival de Bagé es el Guarany. El clássico disputado entre los clubes se llama 'Ba-Gua', y ha jugado hay más de 85 años.